# ねこようかい
『ねこようかい』は、ぱんだにあによる日本の4コマ漫画作品。『まんがライフオリジナル』（竹書房）にて、2016年12月号から連載中。
猫と妖怪を掛け合わせたような「ねこようかい」と呼ばれる不思議で個性的な生き物たちと、彼らと共に暮らす、または関わりのある人間たちとの日常を描いた四コマ漫画である。単行本第1巻は2018年にバンブーコミックスより刊行。第1巻の発売を記念して、本作といがらしみきお、森井ケンシロウのコラボ作品が『まんがライフオリジナル』2018年3月号に掲載された。同誌での連載のほか、作者のTwitterにも掲載されており、書籍化の際には雑誌連載分とTwitter掲載分に加筆修正と再編集が行われた上で収録、書き下ろしの4コマ漫画も収録される。
2021年1月20日には、『ねこようかい』のTwitter公式アカウントが開設され、作品をはじめとする各種情報が発信されている。

## 登場キャラクター
のっぺらぼう / シロ
真っ白な顔のねこようかい。普段は表情（顔のパーツ）が見えないが、いたずら好きな性格で、嬉しいときは歯を見せて笑ったり、怒っているときは顔に怒りマークが表れたりするので意外にも表情豊か。若い男性と暮らしている。親兄弟は普通の茶白柄の猫。
ひゃくめ / クロ
体中に黄色い目を持つ、真っ黒なねこようかい。目は閉じていてもまわりが見えているらしい。眩しいのが苦手。目の総数は不明。百目眼科という眼医者の看板猫で、飼い主の老医師が若い頃に病院と共に祖父から譲られた。患者や周囲の人々からは思い思いの名前を付けられている。
べとべとさん
ぺたぺたと足音を立てて歩く、黄色く大きなねこようかい。実家暮らしの若い男性（シロの飼い主の後輩）の後ろをついて歩いているが、本人には気づかれていない。飼い主のそれに合わせて、太ったり痩せたりする。
ろくろくび / タマ
変幻自在に首を伸ばせるねこようかい。毛の色は三毛。首は普段は短いが、巻き付けて甘えたり、コタツの中に入ったまま首を伸ばしてエサを食べたりする。面倒くさがりで食いしんぼうな性格なため、よく飼い主の老婦人に窘められている。木の上で動けなくなっていたところを拾われた。
にんぎょ / ぱふぇちゃん
下半身が魚のねこようかい。食べると不老不死になれるという伝説を持つが、かわいらしい見た目故に誰も食べられない。会長と呼ばれる裕福な男性（姓は業原）の食事として届けられたが、会長に気に入られてそのまま飼われることになった。飼育環境は些か過保護気味だが、自身も会長に懐いている様子。
やまびこ / はっぱ
人の言葉や音を真似て繰り返すねこようかい。意味が分かっていないように見えるが、いやな言葉は返さない。時折、自分の声でも鳴く。灰色っぽいハチワレで毛が長い。元は野良だったが、雪の日に若い女性に拾われた。
ばく
鼻（のような部分）を伸ばして夢を引き寄せて食べる。食べ過ぎた朝はお腹が膨らんでいるらしい。体の模様はシャムネコに似ている。夢を食べられるとその夢がどんなものだったか思い出せなくなる。飼い主は若い女性。
からかさおばけ / トラ吉
体は普通のトラ猫だが頭は黄色い傘で、驚くと傘が開く。雨が苦手で、傘が逆になってしまいそうなので風の強い日も苦手。雨の日に軒下で雨宿りしているときに、女子学生と出会った。
ゆきおんな / ユキ
白く美しいねこようかい。スリムな体つきで、ツリ目っぽくまつげが長い。周囲の気温を下げたり、物を凍りつかせたりする能力を持つ。飼い主の男性が雪山で遭難しかけているところを救ったのがきっかけで、彼の家で暮らすことになった。飼い主が大好きなゆえに嫉妬深い。
あずきあらい
小豆を洗うのが大好きなねこようかい。毛色はツートンのライトブラウンで眉毛が生えている。いつもショキショキと音を立てながら小豆を洗っていて、小豆をこぼしたときや洗うのを止められた時も悲しそうな表情をする。飼い主は若い女性。
ぬりかべ
灰色で四角い壁のような体で道を塞ぐねこようかい。見上げるほど巨大な1匹と、小さく群れで行動している6匹がいる。巨大な方はよく人間に抱きつかれており、小さい方達は会社員の中年男性に飼われている。
さとり / グレイ
人の心を察することができるねこようかい。毛色は灰色で、スコティッシュフォールドのような垂れ耳。人の言葉は喋れないので、行動してもその意味に気が付いてもらえなかったり、気を回して疲れてしまいがち。
てんぐ / クラマ
常に天狗のお面をつけているねこようかい。キジトラ。背中に小さな羽が生えているが移動は歩き。
なまはげ
常に鬼のお面をつけているねこようかい。風貌は一見怖いが特に何をすることもない。
いったんもめん / ロール
薄く柔らかい身体を持つ真っ白なねこようかい。空を飛んだり、マフラーのように人に巻きついたりできる。
けうけげん / ペル
とても毛の長いねこようかい。自在に毛を伸ばすことができ、灰色の絨毯のような見た目をしている。4人家族と暮らしており、とくに主人になついている。来客にはめったに姿を見せない。親兄弟は普通のペルシャ猫。
えんらえんら / あお
青っぽい煙のような体を持つねこようかい。手足は無く、飛んで移動し、狭い隙間をすり抜けることができる。暮らしている家の娘を妹と認識している。
かっぱ / ミー太
甲羅のあるねこようかい。頭の真ん中だけつるつるしていて皿のようになっている。体毛は緑色で、口には黄色いくちばしのようなものが生えている。相撲を取るのが大好きで、泳ぎが得意。キュウリが好物。飼い主は若い女性で、川にいたのを溺れていると勘違いされたのがきっかけで拾われた。
ねこまた / しょうざえもん
2本のしっぽを持ち、人語を話すねこようかい。2、3頭身の大きな体で、毛の色は白い。ほかのねこようかいと違い、完全に人語を理解しながら人間とコミュニケーションをとっている。人に飼われておらず自立して生活しており、猫カフェでアルバイトをしている。本人の言によれば千年近く生きている模様。
けさらんぱさらん / マル
ふわふわの白い毛玉に、猫の顔が付いたような、小さなねこようかい。身体は軽く、ふわふわと空中を漂う。複数の個体が群をなしていて、くっついてひとかたまりになったり、離れて雪のように漂ったりする。飼い主は女子学生。
つるべおとし / みけちゃん
丸い身体を持った大きなねこようかい。三毛猫。木の上など高い所に登り、そこから落下することが好き。シロの飼い主の住居の大家と暮らしている。
だいだらぼっち / ゴロー
人間よりも遥かに巨大なサイズのねこようかい。体色はいわゆるハチワレ。その巨体ゆえ、人間の家には住めず山に住む野生。しかし穏やかな性格で、人間、特に子供たちと仲が良い。中でも太一という少年とは年中遊びあう仲で、兄のように慕っている。ゴローには更に巨大な山ほどのサイズをした母猫がいる。
ねぶとり / チビ
起きている時は、名前の通り小柄な普通の猫。しかし一度寝ると何十倍にも巨大化してしまうねこようかい。
かまいたち
いつも3匹で行動しているねこようかい。1匹目が頭突きをし、2匹目が引っかき、3匹目がその傷を舐める。どんな物に対しても同じ行動を繰り返し、散歩中の犬に向かおうとしてトラブルを危惧した男子学生に拾われた。3匹とも似た毛色だが兄弟なのかは不明で、1匹は一郎と名付けられている。
うみぼうず
海に生息する巨大で青いねこようかい。人間とは暮らしていない野生だが、漁師や海を訪れる人々とは仲が良く、誰かが困っていると助けてくれる。
さざえおに
サザエに似た貝殻を背負っているねこようかい。驚いたり寝る時は貝殻の中に引っ込んでしまう。移動は苦手。子猫の時は普通のサザエと同じ大きさで、魚屋の青年に間違って仕入れられ、以後魚屋の看板猫になっている。
とうふこぞう / まめぞう
菅笠を背負っている白いねこようかい。豆腐が好きで、長く伸びる舌でペロペロと舐めており、絹豆腐と木綿豆腐で舐め方が違う。豆腐屋の夫婦の元で暮らしている。
すねこすり
人間のすねにじゃれ付く事が好きなねこようかい。特に飼い主のすねを好んでいる。
ぬえ
猫の頭と虎の身体と蛇の頭をした尻尾を持つねこようかい。感情は尻尾の蛇に表れる。「ヒュー」と鳴く。飼い主はお婆さんで、尻尾には「しっぽちゃん」と名付けられている。
おに
1本角の生えているねこようかい。小柄で豆やそれに似たものが苦手で丸い形状のペースト型の餌を見た時も隠れるほどだった。毛色は赤く、虎柄のパンツを履いている。ブツブツがついた長い棒を前足で持つことができる。飼い主は若い男性。
てんじょうさがり / チョビ
天井からぶら下がっているねこようかい。体を伸ばして下にいる人間に触れることができる。
くだん
たまに予言のように人語を発するねこようかい。その言葉は不思議と的中するが、予言ではなくくだん自身の希望だったりする。1対の角が生えており、尻尾も牛のそれに似ている。飼い主は男子学生のユウタ。
すなかけばばあ
砂遊びが大好きなねこようかい。本来は真っ白な長毛だが砂遊びですぐ砂色になってしまう。家に上げる際は注意しないと砂まみれになる。飼い主は若い女性。
ころぽっくる
人間の掌に収まるほどの小さなねこようかい。大人しい性格。飼い主は絵描きの女性で、いつの間にか彼女の家に入り込んでいた。
ざしきわらし
引眉のような眉毛をしたねこようかい。旅館で暮らしており、出会った客には幸せが訪れるとされる。
なめおんな
人間を舐めるのが好きなねこようかい。三毛猫。舐められると肌がつやつやになる。飼い主は若い男性。
あまのじゃく
茶色の毛色にムスッとした顔のねこようかい。飼い主にしてもらいたい事とは逆の態度を取りがちだが、根は優しい。
かげおんな / 影丸
実体が無い、黒い影だけのねこようかい。影にしか姿は映らないが、人に触られると喜ぶ。
おばりよん
赤い毛色のねこようかい。飼い主の背中におぶさる事を好む。古本屋を営む男性の元で暮らしている。
あまびえ
魚のような下半身のねこようかい。飼い主はにんぎょの飼い主である会長の知り合いである大臣。警戒しているのか当初はまともに姿を見せようともしなかったが、徐々に心を許すようになり触れることはできないが姿を見せるようになった。
のびあがり
胴体が長く伸びるねこようかい。寝ている間にもどんどん伸びる。
うわん
恐ろしい顔で人を驚かせるねこようかい。今の飼い主の元では野生を失ってすっかり普通の猫の顔になっているが、時々野生を思い出して怖い顔になる事も。
わらいおんな
常にニコニコと笑顔を浮かべているねこようかい。キジトラで短尾。その笑顔の癒やし効果は強力で、見た者すべてを笑顔にする。自身も飼い主も、他の人々の笑顔を見るのが好き。雌だが、近所の子供たちからは「ニコ太」の愛称で呼ばれている。
きゅうびのきつね
九本の尾を生やしているねこようかい。飼い主はいないが、ちょくちょく田舎の老夫婦の家に訪れる。油揚げが好物。
らいじゅう
微弱な電気を発することができるねこようかい。それゆえに毛が逆立つことが多く、物がくっつきやすい。落雷時は元気になる。飼い主は眼鏡をかけた若い男性で、発電能力を静電気と勘違いしている。
きじむなー / ハル
赤い毛に覆われたねこようかい。魚が好きで、中庭だろうと何処からともなく持ってくる。寝る時は必ずガジュマルの樹の鉢植えで寝る。
ちょくぼろん
お猪口に全身が収まるくらい小さなねこようかい。白い体で、尻尾がグレーツートーンの縞模様。お猪口を被るのが好き。飼い主は中華料理屋を営む中年男性。店頭の食品サンプルに紛れ込んでいることがある。
はくたく
白い毛並みと巨体が特徴的なねこようかい。頭が良いらしいが、あまり動かないのでどれ程のものかはよく分からない。見かけると縁起が良いとされる。
りゅうぐうどうじ
青い毛並みのねこようかい。常に鼻水を垂らしているが、風邪などの病気ではなく体質。好物はエビの膾。
こなきじじい / まゆげ
太い眉のような模様が特徴のねこようかい。眠っている間は重くなる。作中に登場する個体は若い男性に飼われており、体は小さいが老猫。他人の前では元気な子猫を装うが、素はオヤジっぽい。

## 書誌情報
- ぱんだにあ『ねこようかい』竹書房〈バンブーコミックス〉、既刊10巻（2025年2月21日現在）
  1. 『ねこようかい』 2018年2月22日発売[4][5]、ISBN 978-4-8019-6187-6
  2. 『ねこようかい ニッ』2018年8月8日発売[7][8]、ISBN 978-4-8019-6349-8
  3. 『ねこようかい ミー!』2019年2月22日発売[9]、ISBN 978-4-8019-6523-2
  4. 『ねこようかい ショキショキ』2019年11月22日発売[10]、ISBN 978-4-8019-6801-1
  5. 『ねこようかい ゴロゴロ』2020年9月29日発売[11]、ISBN 978-4-8019-7078-6
  6. 『ねこようかい ムギュッ!』2021年8月17日発売[12]、ISBN 978-4-8019-7402-9
  7. 『ねこようかい なーお!』2022年2月22日発売[13]、ISBN 978-4-8019-7558-3
  8. 『ねこようかい はちわれ』2023年2月22日発売[14]、ISBN 978-4-8019-7958-1
  9. 『ねこようかい きゅんっ』2024年2月22日発売[15]、ISBN 978-4-8019-8254-3
  10. 『ねこようかい トトト』2025年2月21日発売[16]、ISBN 978-4-8019-8575-9

## 関連作品
ねこもんすたー
同作者の漫画作品で、こちらは日本国外の妖怪を猫と組み合わせている。『まんがライフWIN』にて2021年4月27日より連載中。
本作に登場する「きゅうけつき」「しーつおばけ」「あくま」は、元々作者のTwitterで『ねこようかい』として発表されたキャラクターが初出。